# Am286
Az AMD az Intel csipek másodlagos gyártójaként, második forrásként lépett be az x86 üzletágba. Az IBM minden beszállítójától megkövetelte, hogy a szállított terméknek legyen egy második forrása is, így az Intel kénytelen volt licencszerződést kötni egy másik céggel, hogy teljesíteni tudja az IBM PC szerződés feltételeit. Az Am286 egy ilyen szerződés eredménye, hasonlóan a 8086, 8088, 80186 és 80188 AMD változataihoz.
Maga a csip lényegében egy 80286-os, az Am286-os valójában minden részletében Intel tervezés, utasításkészlete, csatlakozókiosztása teljesen megfelel az Intel 286-osnak, a mikrokódja is az Inteltől származik. A csipet az AMD később beágyazott rendszerekbe való processzorként árulta. Volt egy nagy előnye az Intel csipjeivel szemben: magasabb órajeleken működött. Az Intel 286-osainak maximális órajele 12,5 MHz volt az i386-os processzorra való váltás előtt, azonban az AMD folytatta a 286-os CPU-k gyártását és magasabb órajelű modelleket jelentetett meg: először a 286 16 MHz-es verzióját hozta forgalomba 1987 augusztusában, de később az órajelet egészen 20 MHz-ig emelte.

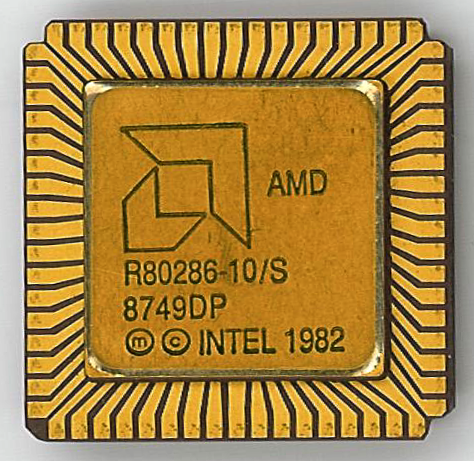
Az Am286-10 CLCC változata
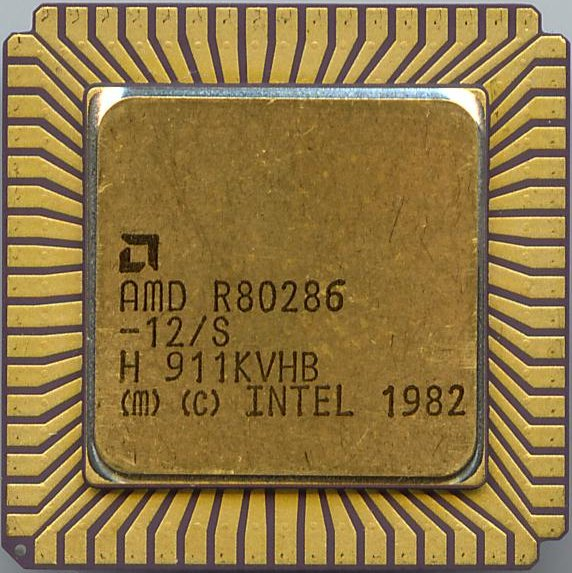
Az Am286-12 CLCC változata
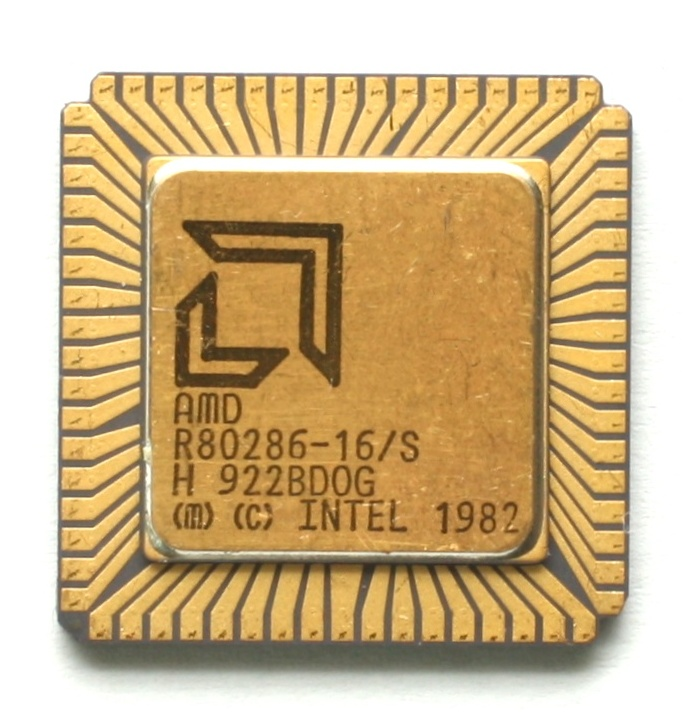
Az Am286-16 CLCC változata
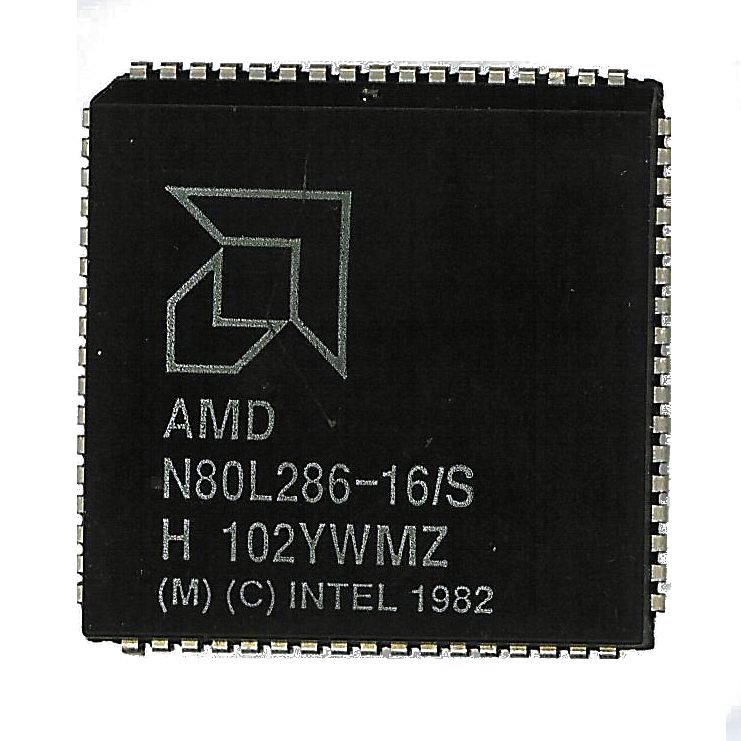
Az Am286-16 PLCC változata
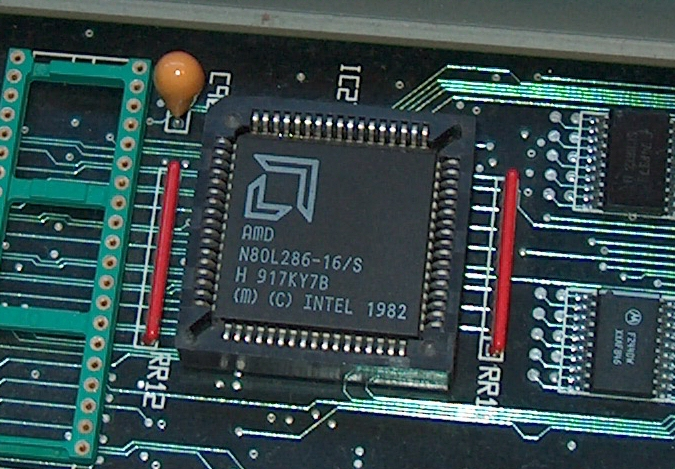
Am286 processzor. A DIP foglalatba a processzortól balra egy 80287 koprocesszor helyezhető.
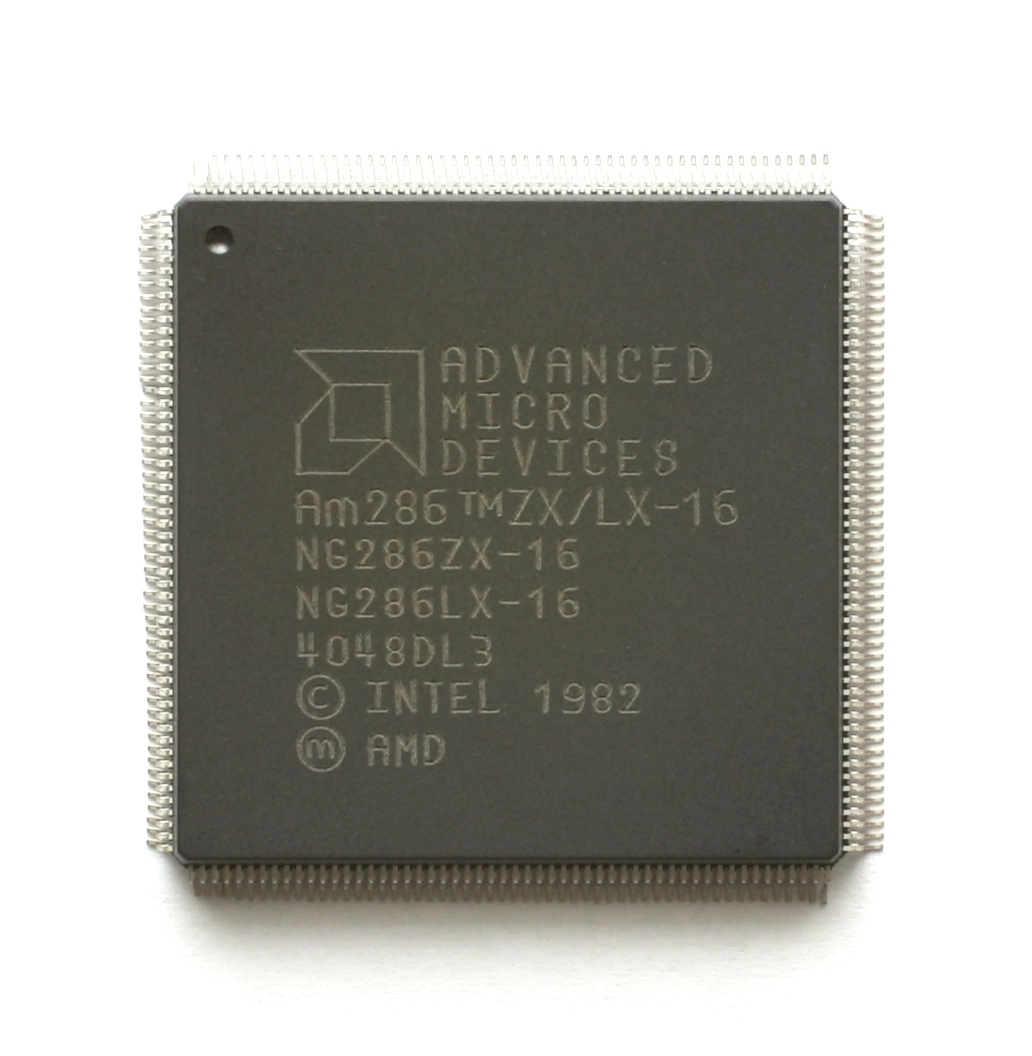
Az Am286ZX/LX az Am286-os egy SoC változata
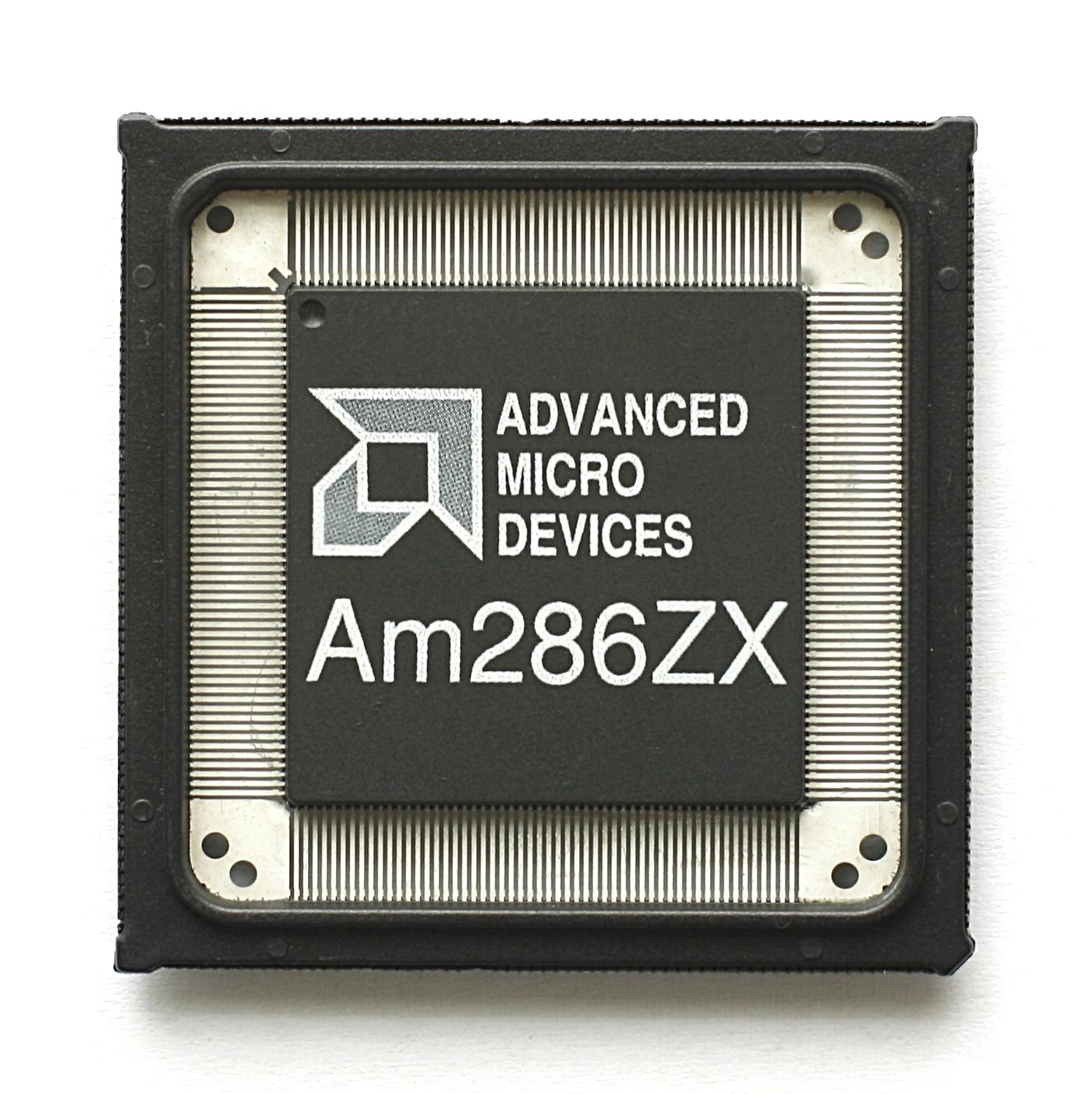
Am286ZX marketing minta

## Fordítás
Ez a szócikk részben vagy egészben  az   Am286 című angol Wikipédia-szócikk ezen változatának fordításán alapul.  Az eredeti cikk szerkesztőit annak laptörténete sorolja fel. Ez a jelzés csupán a megfogalmazás eredetét és a szerzői jogokat jelzi, nem szolgál a cikkben szereplő információk forrásmegjelöléseként.